# Carl Güldencrone (diplomat)
 Der er flere personer med dette navn, se Carl Güldencrone.
Carl Ferdinand baron Güldencrone (født 7. november 1854 i København, død 25. februar 1932 på Birkelse) var en dansk diplomat, bror til Ove og Christian Güldencrone og Emil Gyldenkrone.
Han var søn af amtsforvalter Christian baron Güldencrone og hustru født Bardenfleth og var 1899-1915 dansk vicekonsul i Nizza. 1905 blev han Ridder af Dannebrog og 1930 kammerherre.
17. august 1885 ægtede han Bertha Louise Elisabeth Gorissen (19. december 1851 i Hamborg - 14. april 1925 i Bruxelles).